# Scandinavian Open Road Race
La Scandinavian Open Road Race est une course cycliste suédoise disputée dans la commune de Vårgårda. De 2005 à 2009, elle fait partie de l'UCI Europe Tour en catégorie 1.2. Elle était organisée par le Vårgårda Cykelklubb, organisateur de l'Open de Suède Vårgårda.
Cette course ne doit pas être confondue avec la Scandinavian Race Uppsala.

## Palmarès
| Année   | Vainqueur            | Deuxième            | Troisième        |
| ------- | -------------------- | ------------------- | ---------------- |
| 1986    | Rolf Sørensen        | Kari Myyryläinen    |                  |
| 1987    | Kim Andersen         |                     |                  |
| 1988    | Søren Lilholt        |                     |                  |
| 1989    | Johnny Weltz         |                     |                  |
| 1990-96 | Non-disputé          | Non-disputé         | Non-disputé      |
| 1997    | Frank Høj            |                     |                  |
| 1998    | Vegard Øverås Lied   | Mattias Carlsson    | Jan Karlsson     |
| 1999    | Martin Kryger        | Jacob Moe Rasmussen | Danny Jonasson   |
| 2000    | Magnus Ljungblad     | Allan-Bo Andresen   | Michel Lafis     |
| 2001    | Petter Renäng        | Julien Smink (nl)   | Jonas Ljungblad  |
| 2002    | Jonas Holmkvist      | Tobias Lergard      | Gustav Larsson   |
| 2003    | John Nilsson         | James Vanlandschoot | Thomas Lövkvist  |
| 2004    | Marcus Ljungqvist    | Fredrik Modin       | Jonas Ljungblad  |
| 2005    | Christofer Stevenson | Arnoud van Groen    | Jonas Ljungblad  |
| 2006    | Edvald Boasson Hagen | Vasil Kiryienka     | Jens-Erik Madsen |
| 2007    | Lucas Persson        | Adriaan Helmantel   | Mart Ojavee      |
| 2008    | Aleksejs Saramotins  | Ruud Fransen        | Marco Brus       |
| 2009    | Patrik Stenberg      | Patrik Moren        | Sebastian Balck  |